# 家康行列
家康行列（いえやすぎょうれつ）は、愛知県岡崎市で毎年4月の第1または第2日曜日に開催される時代行列。「岡崎の桜まつり」のメインイベントである。公募で選ばれた徳川家康公を始めとする三河武士団、姫列など700余名が市内中心部を練り歩く。

## 沿革

### 起源

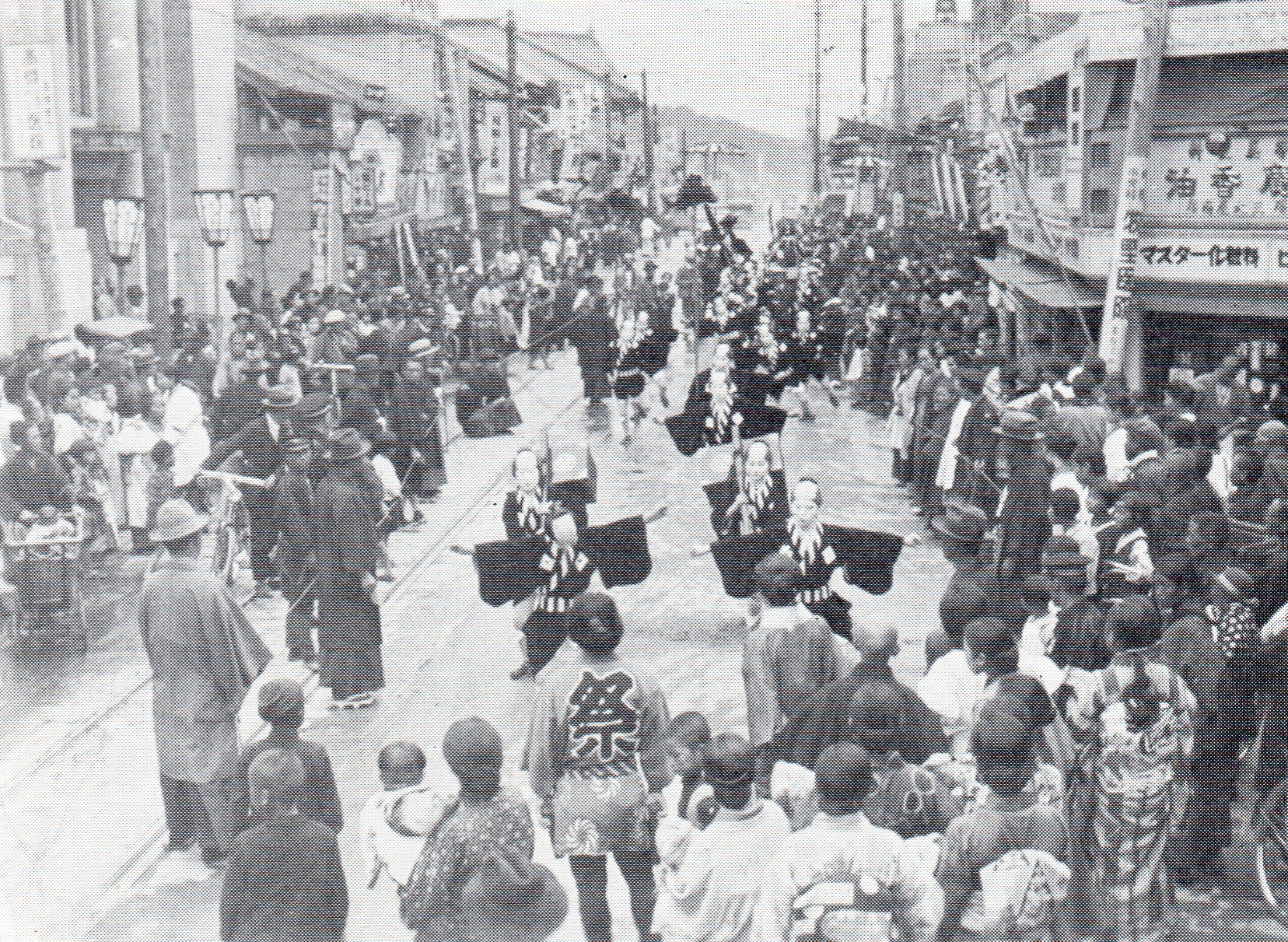
戦前、岡崎市内で行われていた武者行列

今日の家康行列は、江戸時代、岡崎城内本丸内坂谷櫓傍にあった映世神社で10月18日に行われていた「映世明神祭礼」（えいせいみょうじんさいれい）を起源とする。映世神社は徳川四天王のひとり・本多忠勝を祀る神社である。藩主自ら軍装を整え家臣を率いて行軍の儀式を行った。儀式は先隊、次隊、三隊、士隊、馬隊の順に戦陣の態勢で繰り出し、本丸より風呂谷、坂谷門、白山馬場を通り芝原に至って陣を布き、矢を射、弾を飛ばすなどした。
1876年（明治9年）1月、映世神社と徳川家康を祀る東照宮が合併して龍城神社となると、家康の忌日である4月17日が例祭の日に変わった。旧藩士後裔で組織された甲冑姿の不忘義団が、龍城神社から繁華街の西康生を経て、伊賀八幡宮まで御輿を供奉（ぐぶ）する「武者行列」が第2次世界大戦まで行われた。この行列には桝塚の住民による奴の道中行列や連尺の子女の稚児行列も連り、祭りをもりたてていた。
1948年（昭和23年）2月10日、龍城神社の火事によって甲冑等が焼失。以後、行列は行われなくなった。

### 「家康まつり」として復活
1953年（昭和28年）11月14日、山岡荘八の小説『徳川家康』の第1～3巻が刊行される。家康ブームが興る。
1955年（昭和30年）4月10日、岡崎商店街連盟のはたらきかけと岡崎商工会議所の支援によって、武者行列は「家康まつり」として復活した。行進順路は次のとおり。岡崎公園（9時発）→八帖（折り返し）→康生町交差点→本町→井田→大樹寺→井田→元能見市場→松應寺→材木→連尺→籠田公園→東康生→殿橋→東岡崎駅前→伝馬→中町（折り返し）→伝馬市場→東康生→岡崎公園（16時30分着）。同日、岡崎公園のグラウンドでは午前9時から第5回全日本オートバイレースが開かれた。通過地点の籠田公園では、岩津温泉旅館組合が作った「岩津温泉音頭」「岩津小唄」の発表会が行われ、NHK専属のバンドや歌手が出演した。
1956年（昭和31年）4月7日、第2回「家康まつり」が開催。10時に岡崎公園を出発し、13時からは愛知県警察音楽隊が明大寺町―本町間のパレードを先導した。この年は矢作橋も渡り、松本花柳界の花車が参加した。
1958年（昭和33年）4月10日、岡崎市戦災復興事業完成記念式典が開催。翌11日、第4回「家康まつり」が開催。行進順路は次のとおり。井田町あおいマート（10時発）→能見町→松本町→元能見市場→本町→連尺通→明大寺町→六所神社前→中町→伝馬→岡崎商工会議所（現在の岡崎信用金庫資料館）→伝馬市場折り返し→籠田町→八帖橋折り返し→岡崎公園西堤→竹千代橋→龍城神社。
1959年（昭和34年）3月30日の岡崎城再建を契機として、同年以降は市と観光協会の主催で行われることとなった。「伊賀八幡宮13時出発」はこの年から定着し、名称も「家康行列」となった。
1968年（昭和43年）4月13日、小学校16校、中学校8校の児童生徒によるブラス大パレードが開催。市内4か所からスタートし、岡崎公園で集結した。翌14日、家康行列が開催。明治維新百年を記念して、日本武尊列、浄瑠璃姫と義経列、山中八幡宮デンデンガッサリ列、悠紀斎田列、小豆坂の七本槍列、少年新撰組と近藤勇列、ゲンジボタル列などが参加した。
1971年（昭和46年）4月4日、家康行列が開催。混雑を緩和するため、この年から終点を龍城神社から乙川河川敷に変更した。

### 公募の開始
1980年（昭和55年）4月までは家康公役は岡崎市長が扮することが多かった。同年6月27日、市長の内田喜久が衆院選をめぐる買収容疑で逮捕される。8月17日、内田の辞職に伴う市長選挙が行われ、前県議の中根鎭夫が初当選した。中根は当選直後のインタビューで次のように答えた。「内田は春のまつりで家康にふんするのが好きだったという。オレは『絶対家康にはならねえ』って公言している。あんなたわけた話はない。来春から家康公を公募する。あんなことをやりながら民主主義なんて冗談じゃない」
1981年（昭和56年）3月15日、参加者の公開選考会が岡崎市竜美丘会館で実施された。公募で選ばれた配役は徳川家康、井伊直政、本多忠勝、榊原康政、酒井忠次、竹千代、於大の方、築山御前、亀姫、千姫の主役10人。4月12日、制度導入後、最初の家康行列が開催。以降、このやり方が定着する。
2006年（平成18年）は4月9日に開催。市制90周年を記念して、松方弘樹が家康に扮し、井川遥が岡崎警察署の一日署長を務めた。
2016年（平成28年）は4月10日に開催。市制100周年を記念して、里見浩太朗が家康に扮し、菊川怜が岡崎警察署の一日署長を務めた。
2017年（平成29年）は4月9日に開催。NHK大河ドラマ『真田丸』で本多忠勝を演じた藤岡弘、が、引き続き本多忠勝役で特別出演した。
2018年（平成30年）は4月8日に開催。松平健が家康役で出演した。
2019年（平成31年）は4月7日に開催。平泉成が酒井忠次役で出演した。
2020年（令和2年）は4月5日に開催する予定だったが、新型コロナウイルス対策の一環で中止した。2021年（令和3年）は11月6日に開催する予定だったが、「同年9月27日時点で政府の緊急事態宣言が発令されているため」との理由により中止となった。

## イベントの内容
13時、伊賀八幡宮で出陣式を行い、13時30分に出発。県道39号を南下し、康生北交差点、籠田公園、伝馬交差点を経由して国道1号を横断し、東岡崎駅前通りを通って15時頃、殿橋下流左岸に到着。乙川河川敷では火縄銃実演披露や「戦国模擬合戦」が行われる。
往時は1,000人が参加。行列の時間も今より長く、正午に伊賀八幡宮を出発し16時に岡崎城に到着解散していた。岡崎市長、県議、市議、観光協会役員ら60人は、黒紋付にあられ小紋の派手な裃姿で一文字傘を着用するのが習わしであった。「家康行列」と「岡崎の歴史行列」の二本立てで練り歩いた時期もあった。後者には「悠紀斎田お田植えまつり列」「浄瑠璃姫と義経列」「滝山寺鬼まつり列」「山中八幡宮デンデンガッサリ列」など、今は見られない隊列が参加していた。
1981年（昭和56年）以降、徳川家康、井伊直政、本多忠勝、榊原康政、酒井忠次、竹千代、於大の方、築山御前、亀姫、千姫の主役10人は公募で選ばれている。親善都市や「ゆかりのまち」提携をしている各自治体の首長や議長、観光大使、ゆるキャラなども参加している。
朝鮮通信使の隊列が2015年（平成27年）から加わっている。豊臣秀吉の朝鮮出兵以降途絶えていた朝鮮通信使の再開を主導したのが家康であるため、再現されることとなった。なお、岡崎宿の付近には、岡崎藩の迎賓館的な役割を果たした「御馳走屋敷」があり（現在の伝馬通1丁目）、幕府はここで公式に朝鮮通信使を迎えたとされている。
2005年（平成17年）の経費は3,188万1,000円だった。松方弘樹を呼んだ2006年（平成18年）の経費は3,341万5,000円だった。

## ギャラリー
- 戦前に行われていた武者行列
- 家康行列を報じる記事（1965年）
- 本町三丁目交差点にて
- 本町三丁目交差点にて
- 戦国模擬合戦
- 地元小学生による鼓笛隊
- セグウェイに乗ったオカザえもん
- 朝鮮通信使の隊列
- 於大の方、築山御前、亀姫、千姫
- 観光大使おかざき
- 戦国模擬合戦を観覧する人々
- 本多忠勝に扮する藤岡弘、
- 徳川家康に扮する松平健